# Gustavo García Chamut
Gustavo Darío García Chamut (San Miguel de Tucumán, Tucumán, 17 de noviembre de 1981) es un exfutbolista argentino que jugaba como volante.

## Trayectoria

### Atlético Tucumán
García Chamut se formó en las divisiones inferiores de Atlético Tucumán y debutó con la camiseta de Atlético en el año 1998. Jugó con la camiseta del decano jugó hasta el 2000.

### Ñuñorco
En 2001 llegó a Ñuñorco. Con el equipo de Monteros terminó primero en su grupo y avanzó a la fase final. En la fase final terminó en segunda posición y quedó a las puertas del ascenso.

### Unión San Vicente
En 2003 se mudó a Córdoba, para sumarse a Unión San Vicente.

### Mitre
De cara a la temporada 2004/05 se sumó a Mitre. En el equipo santiagueño jugó una temporada.

### Sportivo Belgrano
En 2005 pasó a Sportivo Belgrano. Con la camiseta del equipo de San Francisco disputó una temporada.

### Atlético Policial
En 2006 regresó al Norte Argentino y se sumó a Atlético Policial. Su primer paso por el club de Catamarca terminó en 2007. Tuvo una segunda etapa en el club en 2015.

### Central Córdoba
En 2007 llegó a Central Córdoba. En su primera temporada obtuvo el ascenso con el equipo santiagueño. Con el ferro jugó hasta el 2011 y llegó a disputar más de 100 partidos.

### Guaraní Antonio Franco
Para la temporada 2011/12 llegó a Guaraní Antonio Franco. En su primera temporada se coronó campeón y obtuvo el ascenso con el misionero. Jugó en Guaraní hasta 2013.

### Chaco For Ever
En 2013 pasó a Chaco For Ever, donde jugó una temporada.

### Instituto Deportivo Santiago
En 2014 llegó a Instituto Deportivo Santiago.

### Ferroviario
En 2016 se unió a Ferroviario. Con el club correntino llegó a semifinales por el segundo ascenso.

### Villa Alvear
En 2017 se sumó a Villa Alvear, el cual fue su último club, antes de su retiro.

## Clubes
| Club                         | País      |
| ---------------------------- | --------- |
| Atlético Tucumán             | Argentina |
| Ñuñorco                      | Argentina |
| Unión San Vicente            | Argentina |
| Mitre                        | Argentina |
| Sportivo Belgrano            | Argentina |
| Atlético Policial            | Argentina |
| Central Córdoba              | Argentina |
| Guaraní Antonio Franco       | Argentina |
| Chaco For Ever               | Argentina |
| Instituto Deportivo Santiago | Argentina |
| Ferroviario                  | Argentina |
| Villa Alvear                 | Argentina |

## Palmarés
| Título      | Equipo                 | País      | Año     |
| ----------- | ---------------------- | --------- | ------- |
| Argentino B | Guaraní Antonio Franco | Argentina | 2011/12 |